# Abbas Uddin
Abbas Uddin Ahmed, bangladeški pevec, * 27. oktober 1901, Balarampur, † 30. december 1959.